# Nicola Belmonte
Nicola Belmonte (Cosenza, 15 aprile 1987) è un allenatore di calcio ed ex calciatore italiano, di ruolo difensore, tecnico della Folgore Caratese.

## Biografia
È legato dal 2004 alla compagna Giusy dalla quale ha avuto due figli.

## Carriera

### Club

#### Inizi
Comincia la carriera nel Bari. Il 1 luglio 2008 la sua società si accorda con il Siena per cederlo in comproprietà. Salta praticamente tutta la stagione a causa di un gravissimo infortunio patito in estate, anche se il 31 maggio 2009 fa l'esordio in Serie A, nell'ultima giornata di campionato contro la Reggina allo Stadio Oreste Granillo di Reggio Calabria, subentrando al 77' al posto di Lorenzo Del Prete.

#### Bari e Siena
Il 26 giugno 2009 ritorna al Bari, esordendo in Serie A il 10 gennaio 2010 in Fiorentina-Bari (2-1), entrando al 51' al posto di Ranocchia. Con l'infortunio di Ranocchia e lo spostamento di Andrea Masiello come centrale di difesa, ha cominciato a giocare con regolarità, trovando spazio in squadra come terzino destro.
Il 25 giugno le due società rinnovano la comproprietà.
Il 23 giugno 2011 il Siena riscatta l'intero cartellino del giocatore

#### Udinese, Catania e Perugia
Dopo 35 presenze e 1 gol, nell'estate del 2014 viene messo sotto contratto dall'Udinese in Serie A. Debutta con la maglia numero 14 il 25 settembre nella vittoria esterna per 0-1 contro la Lazio subentrando al compagno Bruno Fernandes all'81'. Gioca poi qualche minuto anche in Udinese-Cesena 1-1 del 5 ottobre prima di passare a titolo definitivo, il 9 gennaio 2015, ai cadetti del Catania, con cui debutta da titolare quattro giorni dopo in Lanciano-Catania 3-0. Nell'estate seguente, il 27 luglio viene acquistato dal Perugia, sempre in Serie B. Il 21 novembre 2015 trova il suo primo gol con la maglia del Perugia contro il Brescia. Alla fine delle sue tre stagioni i gol totali saranno 4.

#### Ritorno al Siena e ritiro
Nell'estate 2018 fa ritorno per la terza volta in carriera al Siena, militante in Lega Pro, ma dopo aver giocato le prime due partite, un grave infortunio lo costringe a chiudere anzitempo la stagione, al termine della quale decide di appendere le scarpette al chiodo. Nel campionato successivo diviene collaboratore di Alessandro Dal Canto sulla panchina bianconera.

### Nazionale
Ha esordito il 3 febbraio 2004 con l'Under-17, disputando i campionati europei del 2004. A dicembre 2004 esordisce in amichevole con l'Under-18, e nel settembre 2005 esordisce sempre in amichevole con l'Under-19, con la quale disputa i campionati europei del 2005. Nel dicembre del 2006 esordisce con l'Under-20, disputando il Torneo Quattro Nazioni. Il 1º giugno 2007 viene convocato per la prima volta dalla Nazionale Under-21 in occasione del campionato europeo.

### Calcioscommesse
Nell'interrogatorio del giocatore del Piacenza Carlo Gervasoni, arrestato nell'ambito dell'inchiesta calcioscommesse viene fatto anche il nome di Belmonte, il cui nome risulta tra gli indagati.
Il 2 aprile 2012 viene iscritto nel registro degli indagati per lo scandalo del calcioscommesse in merito ad alcune partite del Bari. Il 26 luglio viene deferito dal procuratore federale Stefano Palazzi per illecito sportivo di Udinese-Bari e Cesena-Bari del 2010-2011. Il 3 agosto Palazzi richiede per lui una squalifica pari a 4 anni  ma il 10 agosto viene prosciolto dalla disciplinare per la partita Udinese-Bari e condannato a 6 mesi per la gara Cesena-Bari. Il 22 agosto in secondo grado viene totalmente prosciolto. Il 22 novembre gli viene ridotta la squalifica a 4 mesi.
Il 6 giugno 2013 viene deferito alla Commissione Disciplinare per la partita Bari-Treviso 0-1 del 2007-2008. Il 16 luglio seguente viene condannato in primo grado a 6 mesi di squalifica per omessa denuncia, pena confermata, poi, anche in appello il 27 luglio.. 

Il 30 maggio 2016 al processo penale di Bari, sempre in relazione a Bari-Treviso, viene però assolto «per non aver commesso il fatto».

### Allenatore

#### Siena e Cosenza
Nel 2019 si ritira ed entra nello staff delle giovanili del Siena, sua ultima squadra da giocatore. L’anno seguente passa ad allenare l’Under-15 e poi l’Under-16 del Cosenza.
A inizio ottobre 2023 ottiene l’abilitazione per allenatore UEFA A a Coverciano che consente di guidare tutte le formazioni giovanili, comprese le squadre Primavera, e le prime squadre fino alla Lega Pro inclusa, nonché al tesseramento come allenatore in seconda in Serie A e in Serie B.
Dopo aver guidato la formazione Under-17 nella stagione 2023-2024, nell'estate dell'anno seguente viene promosso sulla panchina della Primavera rossoblù. Il 26 febbraio 2025, dopo l'esonero di Massimiliano Alvini, la società decide di promuoverlo dalla Primavera a guida della prima squadra, ultima in Serie B con 21 punti, insieme a Pierantonio Tortelli e con vice Daniele Portanova, suo compagno ai tempi del Siena. Dopo sole quattro partite (un pareggio, una
vittoria e due sconfitte di fila con
sette gol subiti e zero segnati), il 30 marzo viene esonerato insieme a Tortelli, sostituiti a loro volta dal ritorno di Alvini.

#### Folgore Caratese
Il 1° luglio 2025 la Folgore Caratese, squadra di Serie D, comunica di avergli affidato la guida tecnica della prima squadra.

## Statistiche

### Presenze e reti nei club
| Stagione        | Squadra         | Campionato      | Campionato | Campionato | Coppe nazionali | Coppe nazionali | Coppe nazionali | Coppe continentali | Coppe continentali | Coppe continentali | Altre coppe | Altre coppe | Altre coppe | Totale | Totale |
| Stagione        | Squadra         | Comp            | Pres       | Reti       | Comp            | Pres            | Reti            | Comp               | Pres               | Reti               | Comp        | Pres        | Reti        | Pres   | Reti   |
| --------------- | --------------- | --------------- | ---------- | ---------- | --------------- | --------------- | --------------- | ------------------ | ------------------ | ------------------ | ----------- | ----------- | ----------- | ------ | ------ |
| 2004-gen. 2005  | Bari            | B               | 0          | 0          | CI              | 1               | 0               | -                  | -                  | -                  | -           | -           | -           | 1      | 0      |
| gen.-giu. 2005  | Melfi           | C2              | 8          | 0          | CI-C            | 0               | 0               | -                  | -                  | -                  | -           | -           | -           | 8      | 0      |
| 2005-2006       | Bari            | B               | 7          | 0          | CI              | 0               | 0               | -                  | -                  | -                  | -           | -           | -           | 7      | 0      |
| 2006-2007       | Bari            | B               | 20         | 0          | CI              | 0               | 0               | -                  | -                  | -                  | -           | -           | -           | 20     | 0      |
| 2007-2008       | Bari            | B               | 28         | 0          | CI              | 2               | 0               | -                  | -                  | -                  | -           | -           | -           | 30     | 0      |
| 2008-2009       | Siena           | A               | 1          | 0          | CI              | 0               | 0               | -                  | -                  | -                  | -           | -           | -           | 1      | 0      |
| 2009-2010       | Bari            | A               | 18         | 0          | CI              | 0               | 0               | -                  | -                  | -                  | -           | -           | -           | 18     | 0      |
| 2010-2011       | Bari            | A               | 26         | 0          | CI              | 2               | 0               | -                  | -                  | -                  | -           | -           | -           | 28     | 0      |
| Totale Bari     | Totale Bari     | Totale Bari     | 99         | 0          |                 | 5               | 0               |                    | -                  | -                  |             | -           | -           | 104    | 0      |
| 2011-2012       | Siena           | A               | 2          | 0          | CI              | 4               | 0               | -                  | -                  | -                  | -           | -           | -           | 6      | 0      |
| 2012-2013       | Siena           | A               | 7          | 0          | CI              | 1               | 0               | -                  | -                  | -                  | -           | -           | -           | 8      | 0      |
| 2013-2014       | Siena           | B               | 19         | 1          | CI              | 1               | 0               | -                  | -                  | -                  | -           | -           | -           | 20     | 1      |
| 2014-gen. 2015  | Udinese         | A               | 2          | 0          | CI              | 1               | 0               | -                  | -                  | -                  | -           | -           | -           | 3      | 0      |
| gen.-giu. 2015  | Catania         | B               | 10         | 0          | CI              | 0               | 0               | -                  | -                  | -                  | -           | -           | -           | 10     | 0      |
| 2015-2016       | Perugia         | B               | 31         | 2          | CI              | 0               | 0               | -                  | -                  | -                  | -           | -           | -           | 31     | 2      |
| 2016-2017       | Perugia         | B               | 27         | 1          | CI              | 1               | 0               | -                  | -                  | -                  | -           | -           | -           | 28     | 1      |
| 2017-2018       | Perugia         | B               | 20+1       | 1          | CI              | 3               | 0               | -                  | -                  | -                  | -           | -           | -           | 24     | 1      |
| lug.-ago. 2018  | Perugia         | B               | 0          | 0          | CI              | 1               | 0               | -                  | -                  | -                  | -           | -           | -           | 1      | 0      |
| Totale Perugia  | Totale Perugia  | Totale Perugia  | 78+1       | 4          |                 | 5               | 0               |                    | -                  | -                  |             | -           | -           | 85     | 4      |
| ago. 2018-2019  | Siena           | C               | 2          | 0          | CI-C            | 0               | -               | -                  | -                  | -                  | -           | -           | -           | 2      | 0      |
| Totale Siena    | Totale Siena    | Totale Siena    | 31         | 1          |                 | 6               | 0               |                    | -                  | -                  |             | -           | -           | 37     | 1      |
| Totale carriera | Totale carriera | Totale carriera | 228+1      | 5          |                 | 17              | 0               |                    | -                  | -                  |             | -           | -           | 246    | 5      |

### Statistiche da allenatore
Statistiche aggiornate al 30 marzo 2025.
| Stagione        | Squadra         | Campionato      | Campionato | Campionato | Campionato | Campionato | Coppe nazionali | Coppe nazionali | Coppe nazionali | Coppe nazionali | Coppe nazionali | Coppe continentali | Coppe continentali | Coppe continentali | Coppe continentali | Coppe continentali | Altre coppe | Altre coppe | Altre coppe | Altre coppe | Altre coppe | Totale | Totale | Totale | Totale | % Vittorie | Piazzamento |
| Stagione        | Squadra         | Comp            | G          | V          | N          | P          | Comp            | G               | V               | N               | P               | Comp               | G                  | V                  | N                  | P                  | Comp        | G           | V           | N           | P           | G      | V      | N      | P      | %          | Piazzamento |
| --------------- | --------------- | --------------- | ---------- | ---------- | ---------- | ---------- | --------------- | --------------- | --------------- | --------------- | --------------- | ------------------ | ------------------ | ------------------ | ------------------ | ------------------ | ----------- | ----------- | ----------- | ----------- | ----------- | ------ | ------ | ------ | ------ | ---------- | ----------- |
| feb.-mar. 2025  | Cosenza         | B               | 4          | 1          | 1          | 2          | CI              | -               | -               | -               | -               | -                  | -                  | -                  | -                  | -                  | -           | -           | -           | -           | -           | 4      | 1      | 1      | 2      | 25,00      | Sub., Eson. |
| Totale carriera | Totale carriera | Totale carriera | 4          | 1          | 1          | 2          |                 | -               | -               | -               | -               |                    | -                  | -                  | -                  | -                  |             | -           | -           | -           | -           | 4      | 1      | 1      | 2      | 25,00      |             |